# Le Cas Sonderberg
Le Cas Sonderberg est  un roman d'Elie Wiesel paru en 2008 aux Éditions Grasset.

## Résumé
Le personnage principal, Yedidyah, est un journaliste et critique de théâtre apprécié de la presse new-yorkaise. Il couvre le procès de Werner Sonderberg, un jeune allemand. Celui-ci est accusé d'avoir assassiné au cours d'une randonnée en montagne, dans les Adirondacks,  son oncle, Hans Dunkelman. De façon curieuse, il plaide à la fois coupable et non coupable lors de son procès. La clé de cette position paradoxale est un secret familial, lié à la solution finale. Elie Wiesel revient sur ce thème et tend la main à travers cette œuvre aux enfants des bourreaux qui se croient coupables alors qu'ils sont innocents,,,. 
Le roman est aussi une réflexion sur la mémoire et sur l'espérance, sur l'éternel recommencement de la vie, comme le souligne la phrase de fin : « Certes, mon petit, la vie est un commencement ; mais tout dans la vie est recommencement. Tant que tu vis, tu es immortel car ouvert à la vie des vivants. Une présence chaleureuse, un appel à l’action, à l’espérance, au sourire même face au malheur, une raison de croire, de croire malgré les échecs et les trahisons, croire en l’humanité de l’autre, cela s’appelle l’amitié ».

## Accueil
La critique a bien accueilli l'œuvre, généralement, même si le critique du Los Angeles Time trouve le style de l'auteur moins simple et moins direct que dans son oeuvre-clé sur ce même thème, La Nuit. En France, l'auteur, Prix Nobel de la paix par ailleurs depuis 1986, n'avait pas besoin de lauriers pour que ce roman soit remarqué dans la masse des publications de la rentrée de septembre. Pour autant, l'ouvrage est retenu dans plusieurs sélections de prix littéraires d'automne, et en concurrence jusqu'au 11e tour de scrutin, en cette année 2008, pour le prix Renaudot, finalement décerné au Guinéen Tierno Monénembo.